# Ломоносов, Игорь Сергеевич
Игорь Сергеевич Ломоносов (род. 16 января 1932, Иркутск) — советский и российский геохимик и гидрогеолог, доктор геолого-минералогических наук (1974), профессор, ведущий научный сотрудник Института геохимии СО РАН им. А. П. Виноградова, лауреат Государственной премии СССР (1986).

## Биография
Окончил геологический факультет Иркутского госуниверситета (1954) и аспирантуру при Институте геологии Восточно-Сибирского филиала АН СССР (1957). Работал там же: в 1957—1966 гг. младший научный сотрудник, в 1966—1976 гг. старший научный сотрудник лаборатории формирования и геохимии подземных вод.
В 1961 защитил кандидатскую диссертацию «Подземные воды северо-западной части впадины Иркутского угленосного бассейна и прилегающей части Присаянья».
В 1969 году присвоено учёное звание старшего научного сотрудника по специальности «Гидрогеология». В 1974 году защитил докторскую диссертацию «Геохимия и формирование современных гидротерм Байкальской рифтовой зоны».
В 1976 г. старший, затем ведущий научный сотрудник лаборатории теоретических основ геохимических методов поисков в Институте геохимии СО АН СССР.
Учёный в области гидрогеологии Восточной Сибири. В 1961—1968 гг. — учёный секретарь Комиссии по изучению подземных вод Сибири и Дальнего Востока при Сибирском отделении АН СССР.
Автор и соавтор более 70 научных работ.
Лауреат Государственной премии СССР (1986). Награждён знаками «Изобретатель СССР», «Строитель Братской ГЭС», медалью «Ветеран труда», серебряной медалью ВДНХ.

## Основные работы
- Геохимия и формирование современных гидротерм Байкальской рифтовой зоны: научное издание. — Новосибирск, 1974.
- Минеральные воды Прибайкалья. — Иркутск, 1977.
- Роль рассолов в гидрохимическом режиме рек: Западная Якутия. — Новосибирск, 1987. (в соавт.)